# Clethraceae
Clethraceae is een botanische naam, voor een familie van tweezaadlobbige planten. Een familie onder deze naam wordt algemeen geaccepteerd door systemen voor plantentaxonomie, en ook door het APG-systeem (1998) en het APG II-systeem (2003).
Het gaat om een kleine familie van houtige planten. In Nederland komt de schijn-els (Clethra alnifolia) voor als sierstruik en verwilderd.
In het Cronquist-systeem (1981) is de plaatsing eveneens in de orde Ericales.